# Opération Yellowhammer
L'opération Yellowhammer (en anglais : Operation Yellowhammer) est un plan britannique d'intervention dans l'hypothèse où un Brexit désordonné, dit no deal (sans accord), se produirait.
Un vote du Parlement a contraint le gouvernement britannique à publier les documents relatifs à cette opération. Dans les trois mois qui suivront le Brexit, les autorités britanniques prévoient des perturbations à court terme dans de nombreux domaines comme les transports, la circulation des personnes et des marchandises, les soins de santé, le secteur de l'énergie et d'autres industries essentielles, l'approvisionnement en eau et nourriture, le statut des citoyens britanniques dans l'Union européenne, le maintien de l'ordre, les services bancaires et financiers, la situation en Irlande du Nord, les territoires d'outre-mer et les dépendances de la Couronne (dont Gibraltar) ou la sécurité nationale,.
Le nom de l'opération, attribué de manière aléatoire, est emprunté au Bruant jaune (Emberiza citrinella), qui s'appelle yellowhammer en anglais.
L'opération Redfold (en anglais : Operation Redfold) est la déclinaison militaire de ce plan. Ce ne sont pas moins de 3 500 militaires britanniques qui sont à pied d’œuvre afin de s'assurer que les réserves de vivres, de carburant et de munitions seront suffisantes en cas de difficulté d'approvisionnement.